# Holy Trinity Church (Coverham)

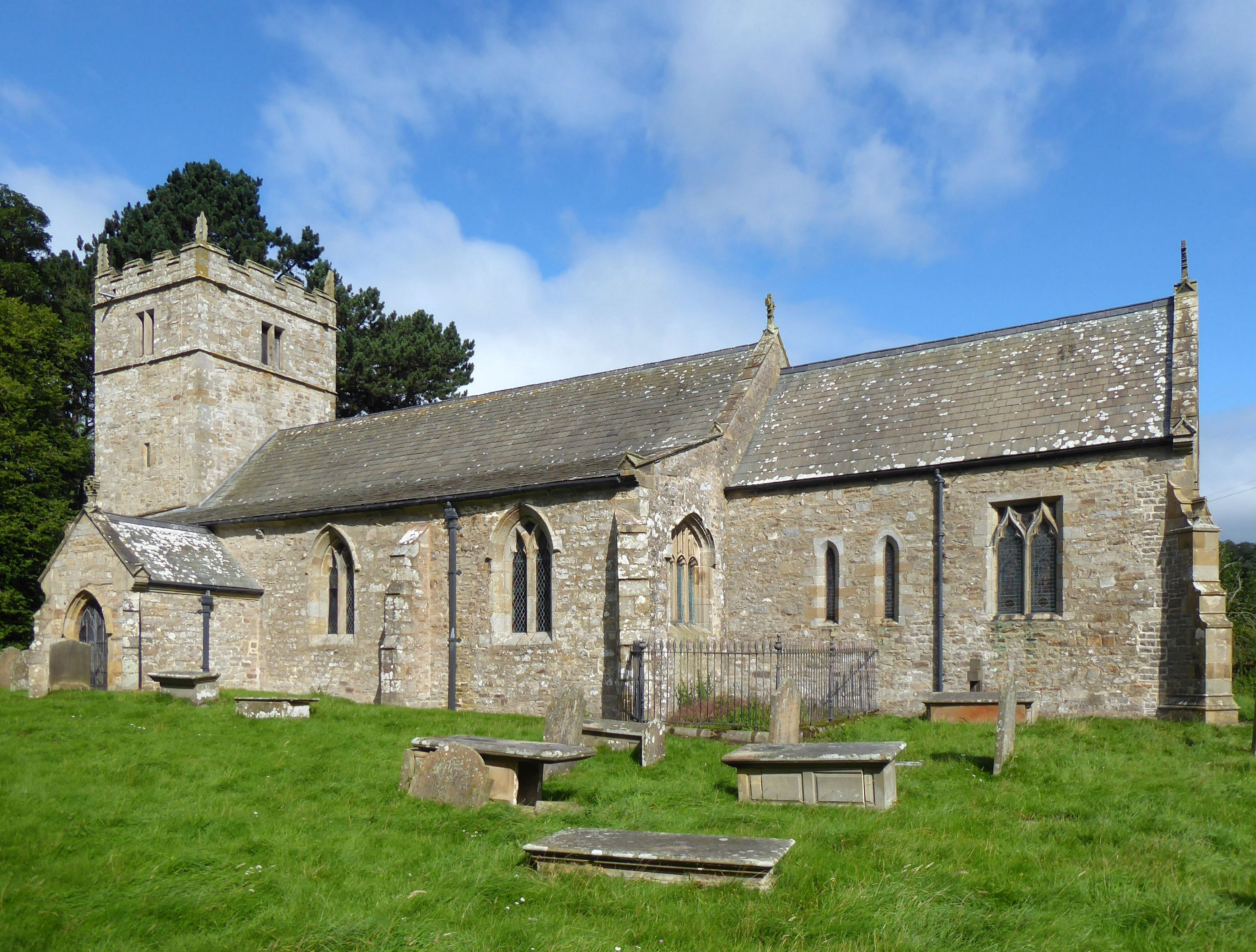
Die Kirche von Coverham

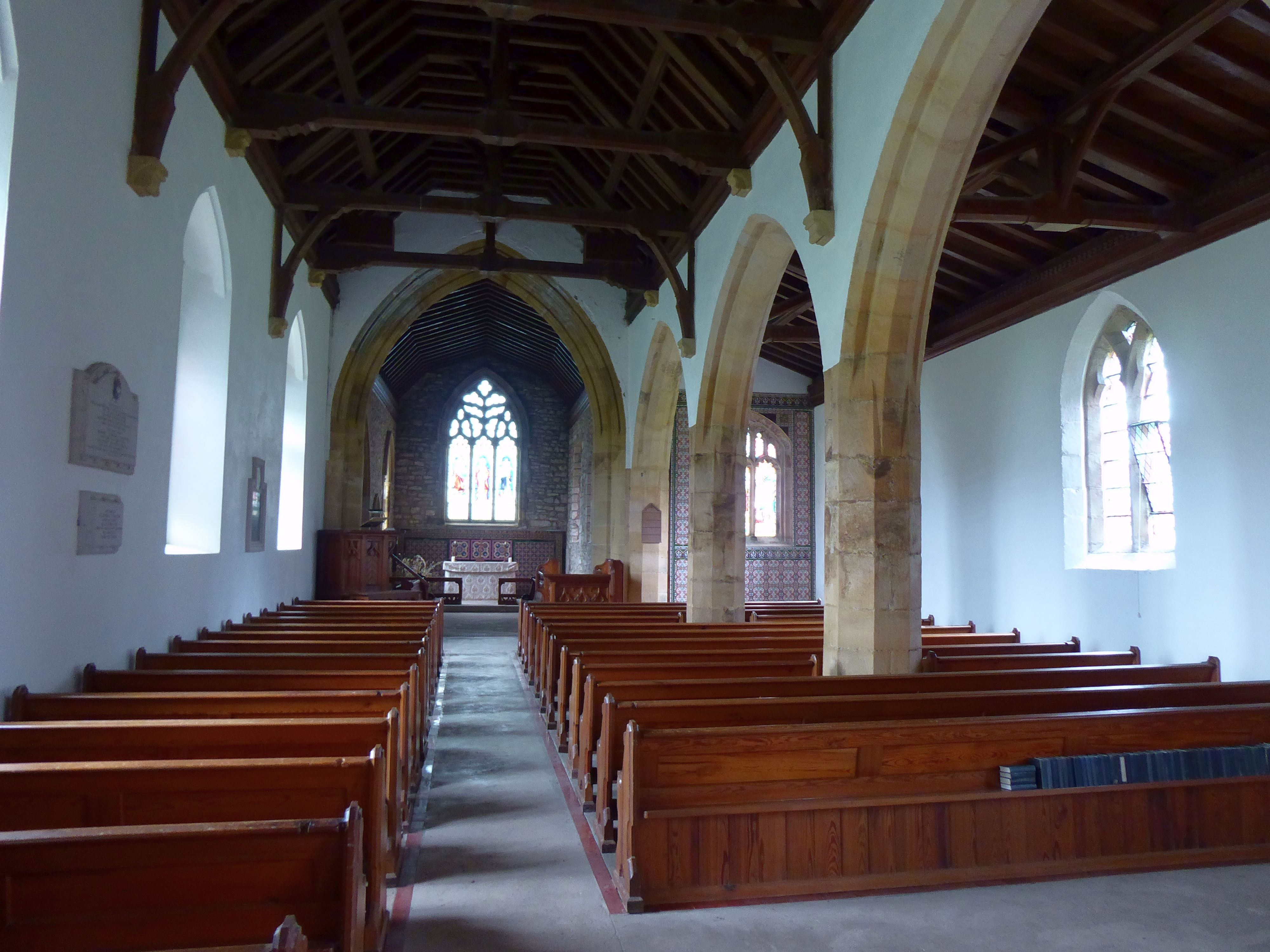
Blick durch das Langhaus

Die Holy Trinity Church ist ein ehemaliges anglikanisches Kirchengebäude in dem Weiler Coverham in North Yorkshire in Großbritannien. Die Kirche befindet sich seit 1987 in Obhut des Churches Conservation Trust und ist  als Kulturdenkmal der Kategorie Grade II* eingestuft.

## Geschichte
Die Kirche entstand in ihrer heutigen Baugestalt im Kern im 13. Jahrhundert, besitzt aber teilweise älteres angelsächsisches Mauerwerk, was auf einen Vorgängerbau an der Stelle hinweist. Die Errichtung des Gotteshauses dürfte im Zusammenhang mit dem unmittelbar östlich an den Kirchhof anschließenden Prämonstratenserkloster Coverham stehen, welches 1212 von örtlichen Adeligen gestiftet wurde. Die Holy Trinity Church war vermutlich dem Kloster inkorporiert.
Dem Chor und Langhaus der Kirche wurde später ein südliches Seitenschiff hinzugefügt, der Turm stammt aus dem 15. Jahrhundert. Große Teile des Chorraums wurden 1854 neu errichtet, 1878 wurde die Nordwand des Langhauses neu aufgeführt. Die Kirche wurde am 1. September 1985 durch die Church of England aufgegeben und 1987 in die Obhut des Churches Conservation Trust übergeben.